# 奇乾乡
奇乾乡是中华人民共和国内蒙古自治区呼伦贝尔市额尔古纳市下辖的一个乡。
2013年，内蒙古自治区民政厅批复同意从恩和哈达镇划出2518平方公里，318人，设置奇乾乡。奇乾乡辖奇乾村及邓家店、十八里河屯、乌玛屯三个自然村，乡人民政府驻奇乾。

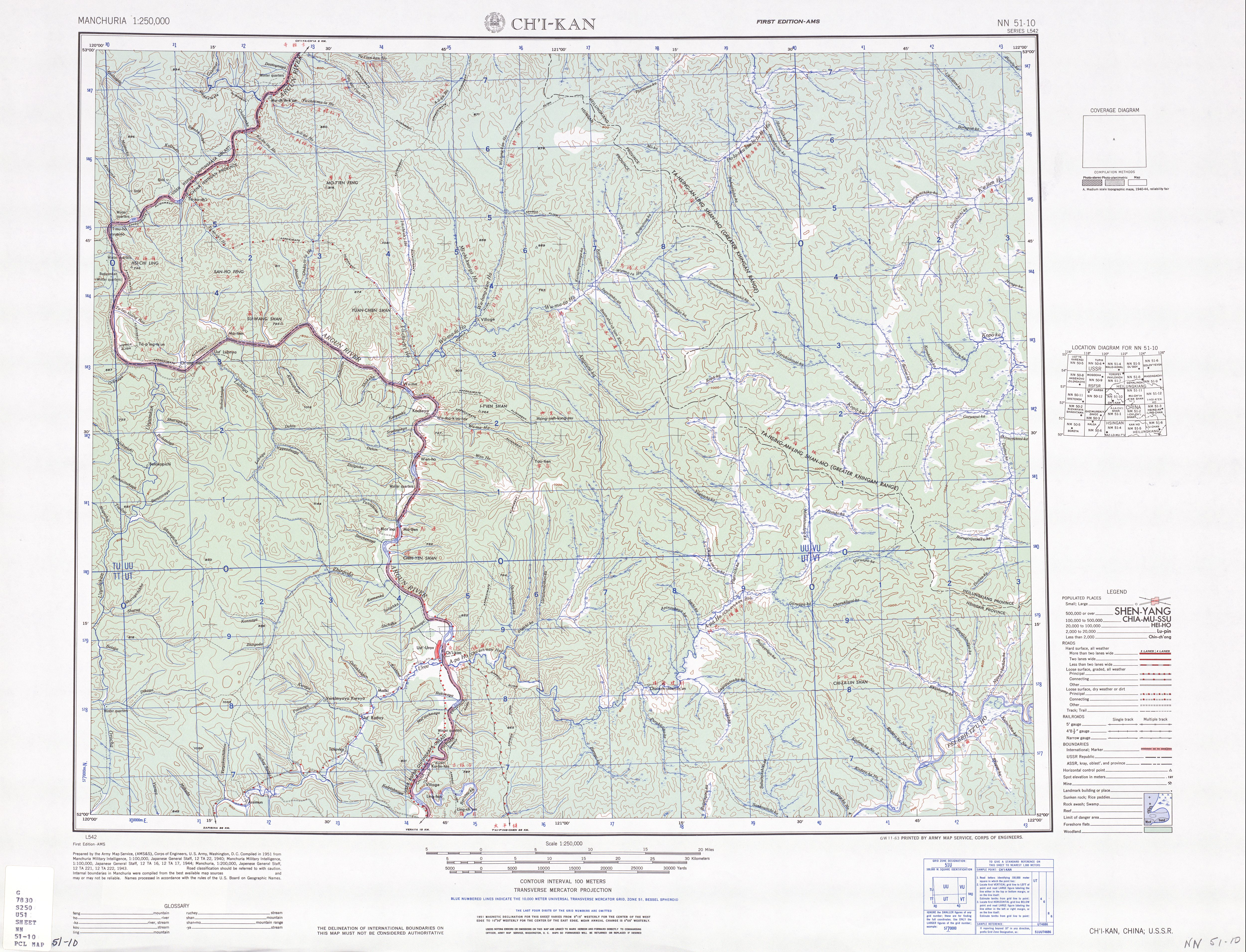
包括奇乾鄉(Ch'i-kan)的地圖(军事地图服务, 1951年)

## 行政区划
奇乾乡下辖以下村级行政区划单位：
奇乾村。

## 中国传统村落
2013年8月，奇乾村获批第二批中国传统村落。